# Schnega
Schnega est une commune allemande de Basse-Saxe, dans l'arrondissement de Lüchow-Dannenberg.

## Géographie

Situation dans le Lüchow-Dannenberg

### Quartiers
Billerbeck, Gielau, Gledeberg, Göhr, Harpe, Leisten, Lütenthien, Proitze, Schäpingen, Solkau, Thune, Warpke, Winterweyhe.

## Lieux et monuments

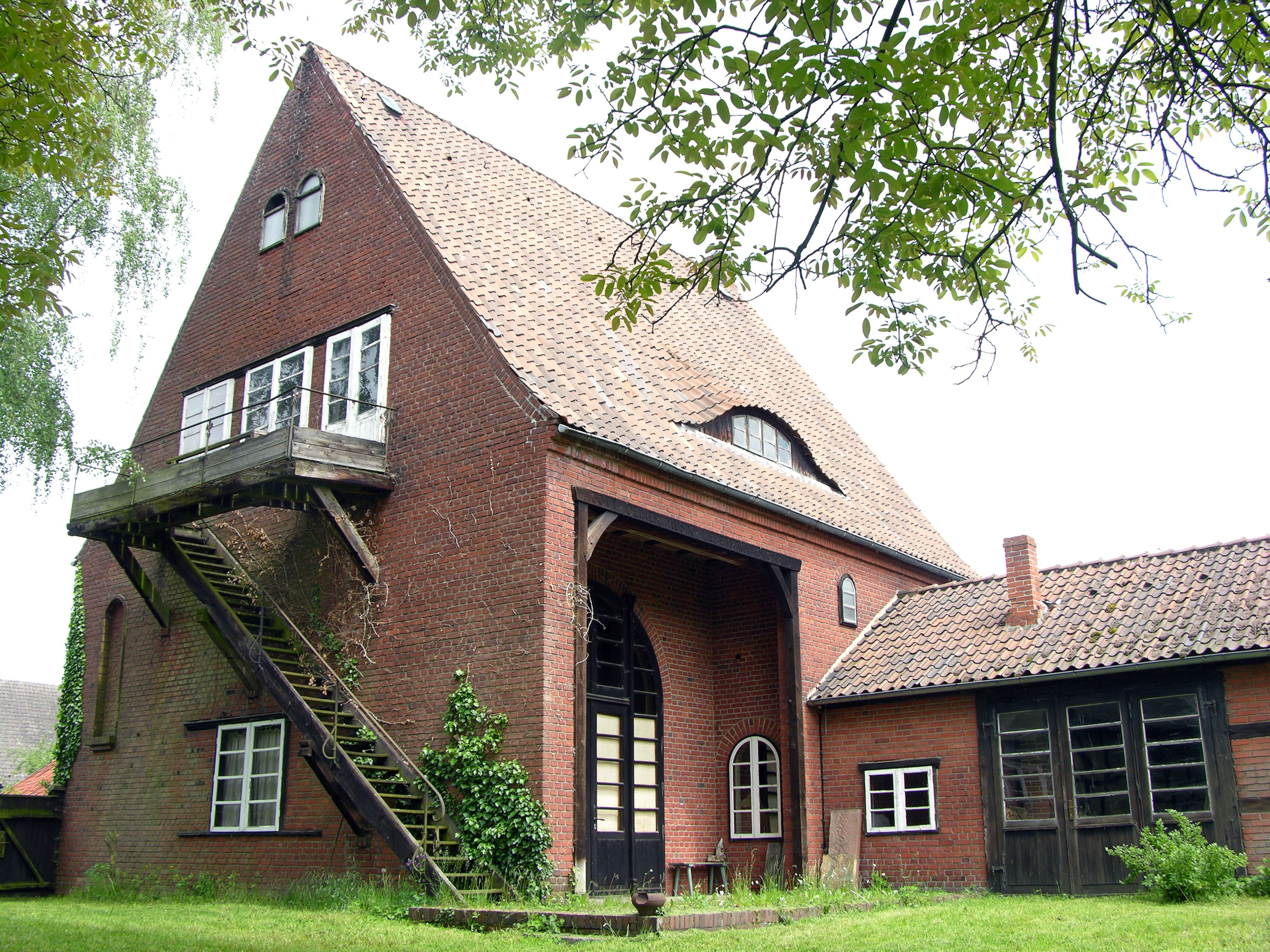
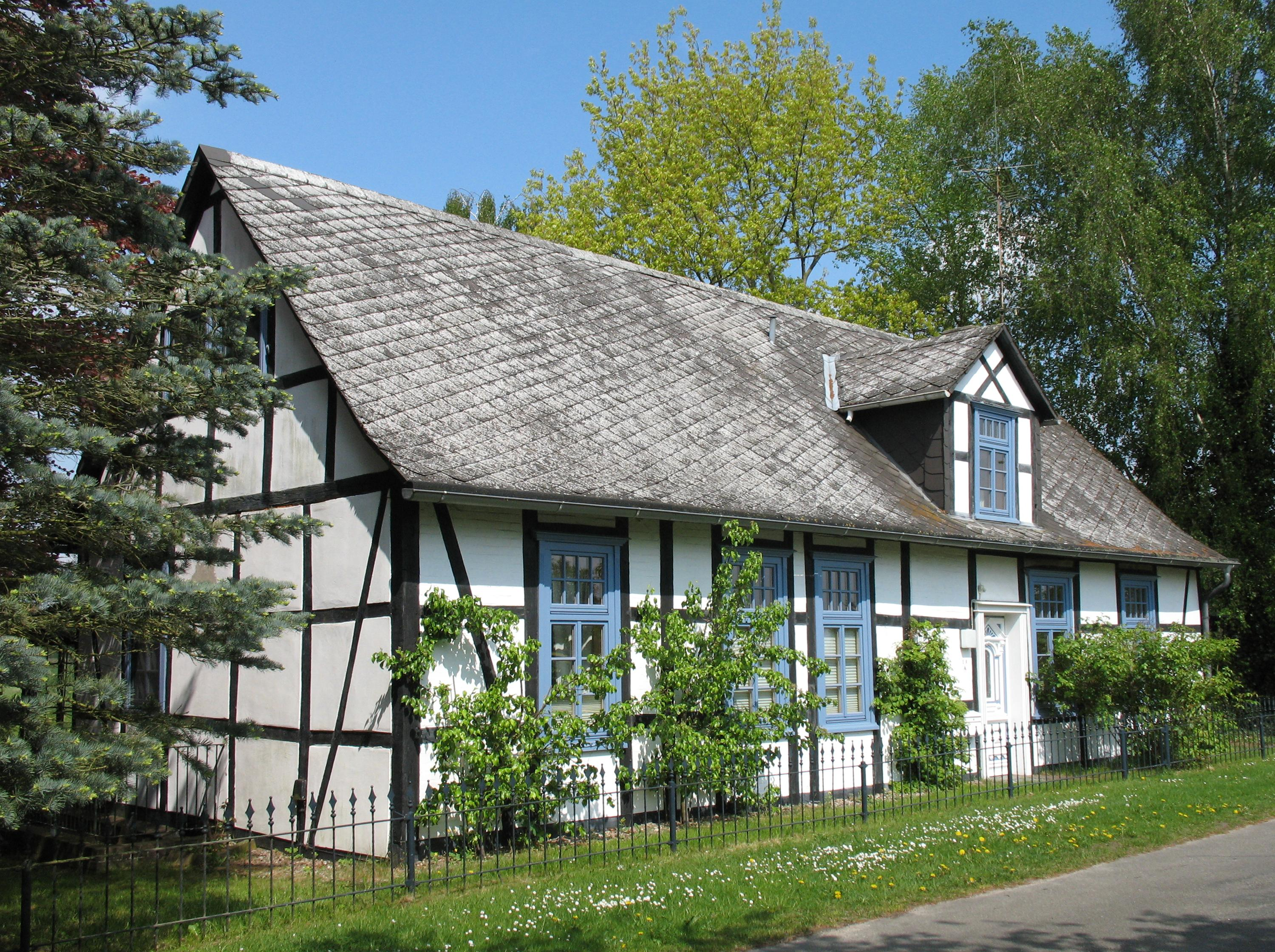
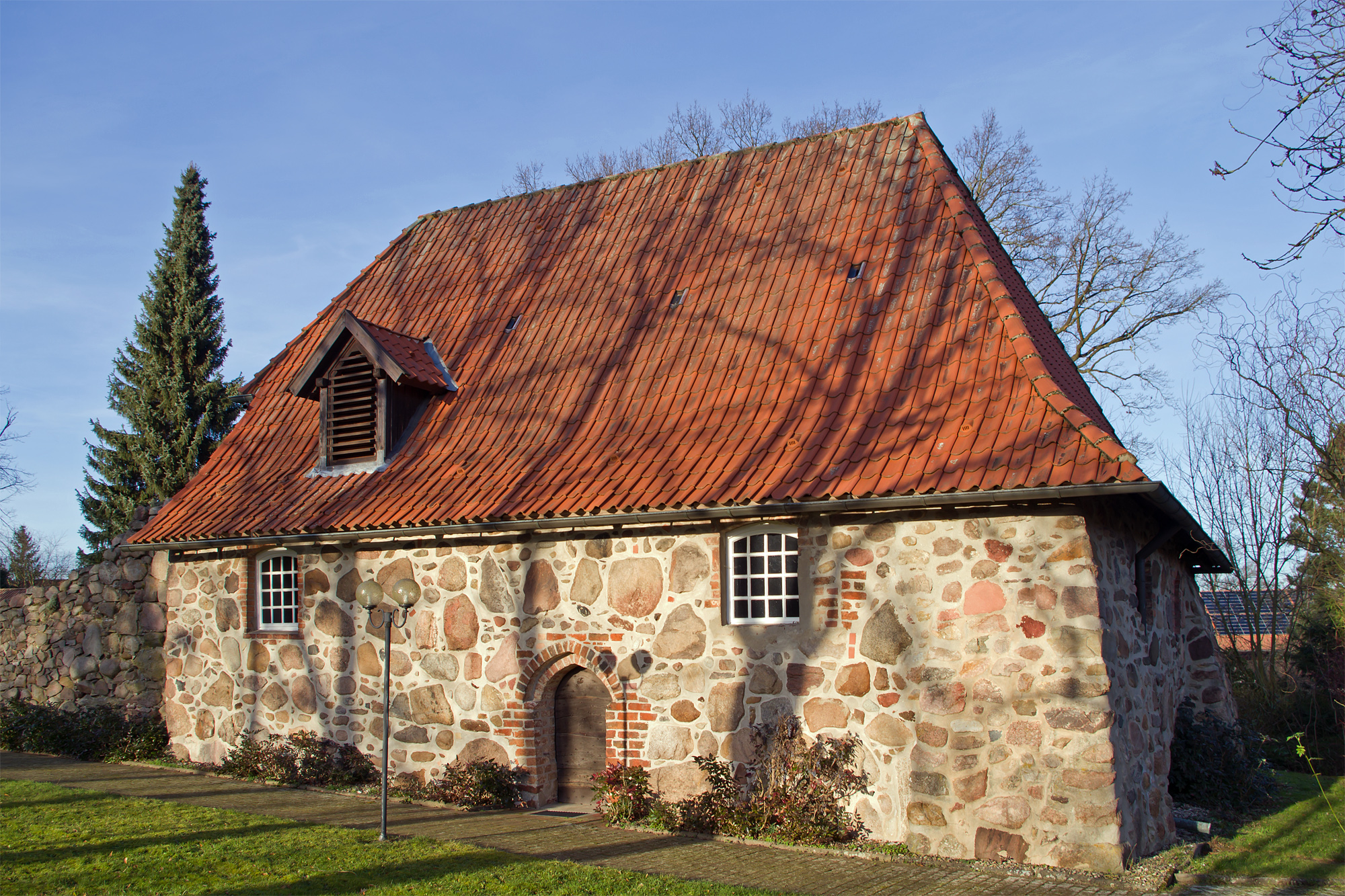
Chapelle de Schäpingen.
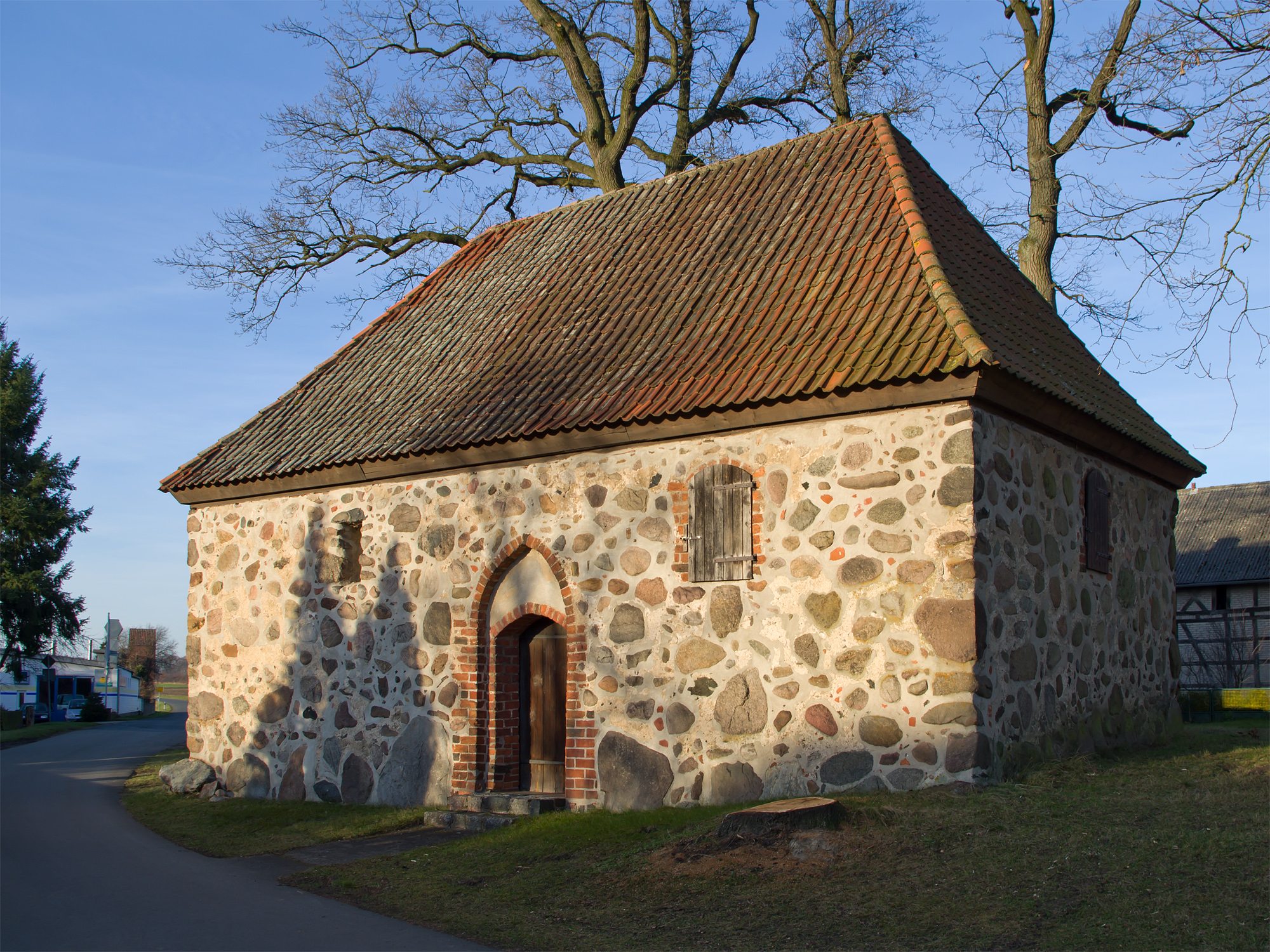
Chapelle de Thune.